# تاس پوکر

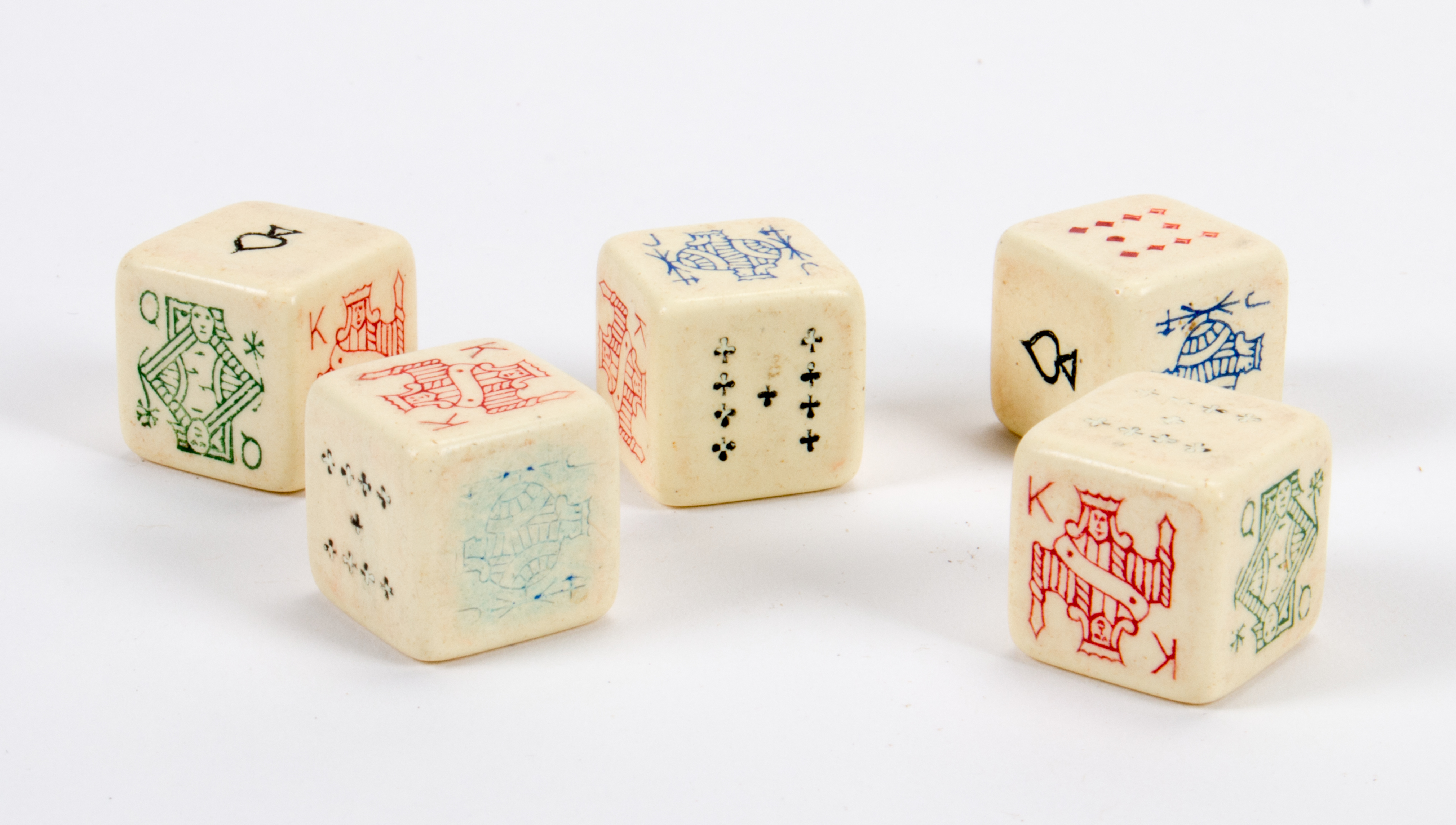
مجموعه ای از تاس‌های پوکر متعلق به یکی از اعضای سپاه خدمات ارتش سلطنتی هند در طول جنگ جهانی دوم

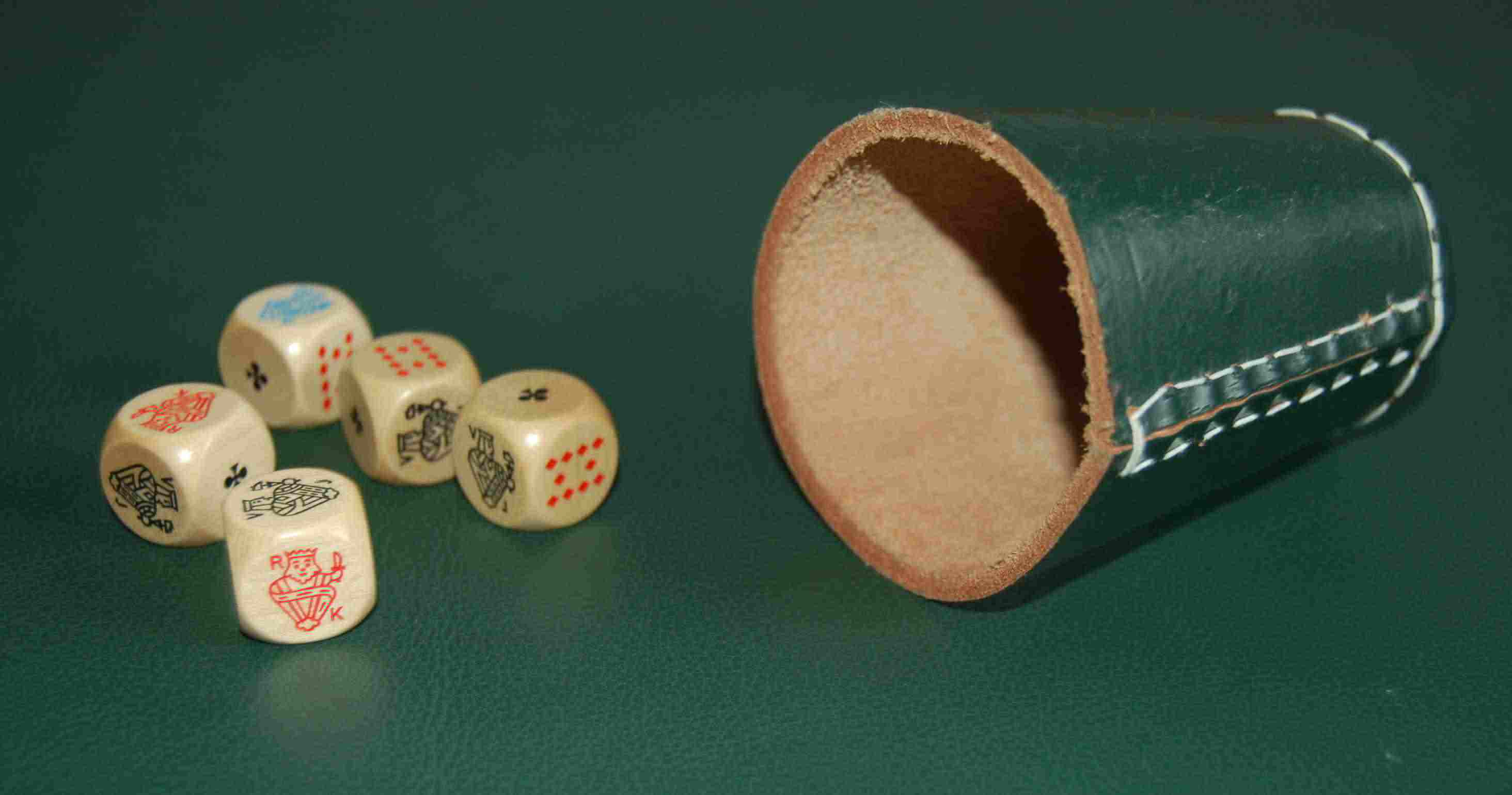
یک مجموعه تاس پوکر و یک فنجان تاس

تاس‌های پوکر تاس‌هایی هستند که به‌جای داشتن پیپ‌های عددی، نمایش‌هایی از کارت‌های بازی روی آن‌ها وجود دارد. تاس‌های پوکر دارای شش وجه هستند که هر کدام از آنها یک آس، پادشاه، ملکه، سرباز، ۱۰ و ۹ است و برای تشکیل یک دست پوکر استفاده می‌شود.
هر نوع تاس پوکر با توجه به کت و شلوارها کمی متفاوت است، هر چند آس پیک تقریباً به‌طور جهانی نشان داده می‌شود. 9♣ و 10♦ اغلب یافت می‌شوند، در حالی که کارت‌های صورت به طور سنتی نه با کت و شلوار، بلکه با رنگ نشان داده می‌شوند: قرمز برای پادشاهان، سبز برای ملکه‌ها و آبی برای سربازها. تولید کنندگان رنگ‌های طرفین صورت را استاندارد نکرده‌اند. بازی را می‌توان با تاس‌های معمولی نیز انجام داد.

## به عنوان یک بازی

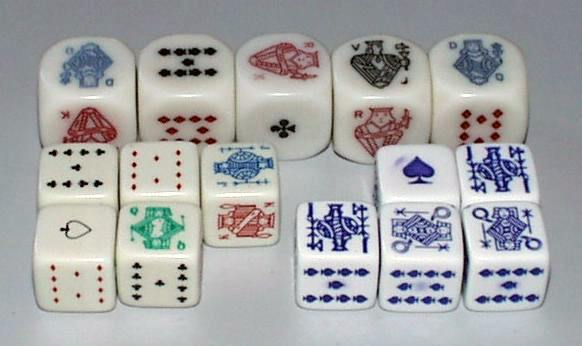
سه ست تاس پوکر

بازی کلاسیک تاس پوکر با ۵ تاس و دو یا چند بازیکن انجام می‌شود. هر بازیکن در مجموع دارای ۳ نوبت تاس انداختن و توانایی نگه داشتن تاس در بین هر دور از تاس انداختن‌ها است. پس از سه دور تاس انداختن، بهترین دست برنده می‌شود.
در اکثر تغییرات، یک مستقیم فقط به عنوان Bust (کارت بالا) به حساب می‌آید. احتمال استریت کمتر از فول هاوس است، بنابراین، اگر شمارش شود، باید بالاتر از فول هاوس قرار گیرد، اگرچه سنت معمولاً مانند پوکر کارت، آن را زیر فول هاوس قرار می‌دهد. به دلیل عدم وجود لباس روی تاس، نه «فلاش» و نه «فلاش مستقیم» یک دست ممکن نیست.

## احتمالات
رتبه‌بندی دست تاس پوکر و احتمالات مربوط به پرتاب آن دست به شرح زیر است (بر اساس احتمال مرتب نشده‌است، اما از بالاترین رتبه به پایین‌ترین رتبه‌بندی نشده‌است):
| دست                                        | احتمال دقیق  | درصد   | 1 در … | مثال          |
| ------------------------------------------ | ------------ | ------ | ------ | ------------- |
| پنج نوع                                    | ۶ / ۷۷۷۶     | ۰٫۰۸٪  | ۱۲۹۶   | JJJJJ         |
| چهار نوع                                   | ۱۵۰ / ۷۷۷۶   | ۱٫۹۳٪  | ۵۱٫۸   | 10 10 10 10 A |
| خانه کامل                                  | ۳۰۰ / ۷۷۷۶   | ۳٫۸۶٪  | ۲۵٫۹   | KKK 9 9       |
| سر راست                                    | ۲۴۰ / ۷۷۷۶   | ۳٫۰۹٪  | ۳۲٫۴   | AKQJ 10       |
| سه تا از یک نوع                            | ۱۲۰۰ / ۷۷۷۶  | ۱۵٫۴۳٪ | ۶٫۵    | 9 9 9 KJ      |
| دو جفت                                     | ۱۸۰۰ / ۷۷۷۶  | ۲۳٫۱۵٪ | ۴٫۳    | QQ 9 9 A      |
| یک جفت                                     | ۳۶۰۰ / ۷۷۷۶  | ۴۶٫۳۰٪ | ۲٫۲    | 10 10 KQ ۹    |
| نیم تنه (بالا کارت؛ بدون جفت، بدون مستقیم) | 480 / 7776 * | ۶٫۱۷٪  | ۱۶٫۲   | AKQJ 9        |